# 476 км (железнодорожная казарма)
476 км — опустевший населённый пункт (тип: железнодорожная казарма) в Ореховском сельском поселении Галичского района Костромской области России. Фактически отдельный дом-ферма.

## География
Расположен в северо-западной части региона,  на историческом пути Трансиба, вблизи реки Вёкса, у  погоста Успенье. 

## История
Населённый пункт появился при строительстве в 1900-х годах Транссибирской магистрали. В селении жили семьи тех, кто обслуживал железнодорожную инфраструктуру. 

## Население
| 2008 | 2010 | 2012 | 2014 |
| ---- | ---- | ---- | ---- |
| 2    | ↗5   | ↘2   | →2   |

## Инфраструктура
Путевое хозяйство. Действует железнодорожная платформа 476 км.
Возле селения, на берегу Вёксы, находится Успенский храм.

## Транспорт
Доступен автомобильным (по просёлочной дороге) и железнодорожным транспортом. 